# Accipiter gundlachi
Astur gundlachi
El gavilán cubano o gavilán colilargo (Astur gundlachi), anteriormente considerada dentro del género Accipiter, es una especie de ave accipitriforme de la familia Accipitridae endémica de Cuba. Poblador de las selvas de la isla, se encuentra en peligro de extinción, debido a pérdida de hábitat.

## Características
Es un ave rapaz hermosa, semejante en aspecto al gavilán de Cooper (Astur cooperii),  aunque un poco más grande, de talla intermedia entre este y el azor común (Astur gentilis). Sus alas, relativamente cortas y redondeadas, y su larga cola, unidas a una visión binocular, le permiten maniobrar entre la vegetación con gran habilidad. La hembra es mucho mayor que el macho.

## Historia natural
Sus presas principales son aves, pero también caza un gran número de roedores, muchos de los cuales, causan grandes pérdidas a los agricultores.
Se aparean entre febrero y mayo. El nido, por lo general, está construido cerca del tronco y por debajo de la copa de un gran árbol. 
Sus hábitats naturales son los bosques (subtropical-tropical) secos y húmedos.

## Subespecies
Se reconocen dos subespecies de Astur gundlachi :
- Astur gundlachi gundlachi - bosques de tierra baja del oeste y centro de Cuba.
- Una hembra de Gavilán Colilargo en el Parque Nacional Alejandro de Humboldt (reconocido por la UNESCO como sitio del patrimonio natural mundial) en Baracoa, Oriente de Cuba.Una hembra de Gavilán Colilargo en el parque nacional Alejandro de Humboldt (reconocido por la UNESCO como sitio del patrimonio natural mundial) en Baracoa, Oriente de Cuba.Astur gundlachi wileyi - bosques de tierra baja del este de Cuba.